# DDR-Mannschaftsmeisterschaft im Schach 1977
Bei der DDR-Mannschaftsmeisterschaft im Schach 1977 gewann die Schachgemeinschaft Leipzig zum siebten Mal die DDR-Mannschaftsmeisterschaft.
Gespielt wurde ein Rundenturnier, wobei jede Mannschaft gegen jede andere jeweils vier Mannschaftskämpfe an acht Brettern austrug. Insgesamt waren es 84 Mannschaftskämpfe, also 672 Partien.

## DDR-Mannschaftsmeisterschaft 1977

### Kreuztabelle der Sonderliga (Rangliste)
|   | Verein                     | 1    | 2    | 3    | 4    | 5    | 6    | 7    | Punkte |
| - | -------------------------- | ---- | ---- | ---- | ---- | ---- | ---- | ---- | ------ |
| 1 | Schachgemeinschaft Leipzig |      | 17,0 | 20,5 | 20,5 | 23,0 | 22,0 | 23,5 | 126,5  |
| 2 | Buna Halle-Neustadt        | 15,0 |      | 15,5 | 16,0 | 20,0 | 20,0 | 22,5 | 109,0  |
| 3 | AdW der DDR, Berlin        | 11,5 | 16,5 |      | 19,0 | 16,5 | 22,0 | 17,0 | 102,5  |
| 4 | EVB / Funkwerk Erfurt      | 11,5 | 16,0 | 13,0 |      | 15,5 | 15,5 | 16,0 | 087,5  |
| 5 | Lok / TH Karl-Marx-Stadt   | 09,0 | 12,0 | 15,5 | 16,5 |      | 13,5 | 17,5 | 084,0  |
| 6 | Post Dresden               | 10,0 | 12,0 | 10,0 | 16,5 | 18,5 |      | 16,5 | 083,5  |
| 7 | Vorwärts Strausberg        | 08,5 | 09,5 | 15,0 | 16,0 | 14,5 | 15,5 |      | 079,0  |

Die achte Mannschaft war Chemie Lützkendorf, die jedoch zur letzten Runde in Leipzig nicht mehr antrat und aus der Tabelle gestrichen wurde.

### Beste Einzelergebnisse bei mindestens 13 Partien
| Spieler            | Verein  | Prozent |
| ------------------ | ------- | ------- |
| Lutz Espig         | Halle   | 83,3    |
| Wolfgang Uhlmann   | Dresden | 82,6    |
| Burkhard Malich    | Halle   | 80,0    |
| Peter Krug         | Berlin  | 79,2    |
| Rainer Knaak       | Leipzig | 79,0    |
| Manfred Böhnisch   | Leipzig | 76,9    |
| Manfred Schöneberg | Leipzig | 75,0    |
| Detlef Neukirch    | Leipzig | 70,0    |
| Heinz Rätsch       | Leipzig | 70,0    |

### Die Meistermannschaft
| 1.            | Schachgemeinschaft Leipzig |
| Schachfiguren | Rainer Knaak, Lothar Vogt, Detlef Neukirch, Thomas Casper, Manfred Böhnisch, Heinz Böhlig, Roland Oetzel, Petra Feustel, Manfred Schöneberg, Heinz Rätsch, Gottfried Braun |

### Oberliga
Die HSG PH Potsdam trat am letzten Spieltag nicht an und wurde aus der Tabelle gestrichen.
| Platz | Verein            | Punkte |
| ----- | ----------------- | ------ |
| 1     | Lok Dresden       | 84,0   |
| 2     | SG Leipzig II     | 71,5   |
| 3     | Post Dresden II   | 70,5   |
| 4     | Greika Greiz      | 65,5   |
| 5     | Rotation Berlin   | 65,0   |
| 6     | AdW Berlin II     | 63,5   |
| 7     | Lok Mitte Leipzig | 56,5   |
| 8     | Lok Rostock       | 52,0   |
| 9     | Lok Pankow        | 46,0   |

### DDR-Liga
| Platz | Verein                    | Punkte |
| ----- | ------------------------- | ------ |
| 01    | Lok Schwerin              | 98,0   |
| 02    | Vorwärts Stallberg        | 96,5   |
| 03    | Schifffahrt/Hafen Rostock | 83,5   |
| 04    | Rotation Schwedt          | 83,0   |
| 05    | Medizin Neubrandenburg    | 77,5   |
| 06    | Post Berlin               | 73,5   |
| 07    | SGS Greifswald            | 70,0   |
| 08    | Post Ludwigslust          | 48,0   |
| 09    | Lok Schwerin II           | 47,0   |
| 10    | SG Teterow/Gnoien         | 41,0   |

| Platz | Verein                      | Punkte |
| ----- | --------------------------- | ------ |
| 01    | Rotation Berlin II          | 90,0   |
| 02    | Lok Brandenburg             | 90,0   |
| 03    | Fortschritt Cottbus         | 82,5   |
| 04    | Einheit Friesen Berlin      | 77,5   |
| 05    | TSG Oberschöneweide         | 75,5   |
| 06    | Vorwärts Strausberg II      | 69,5   |
| 07    | Motor Teltow                | 63,0   |
| 08    | Humboldt-Universität Berlin | 62,0   |
| 09    | Dynamo Potsdam              | 61,0   |
| 10    | Pneumant Fürstenwalde       | 48,0   |

| Platz | Verein                  | Punkte |
| ----- | ----------------------- | ------ |
| 01    | SG Leipzig III          | 95,0   |
| 02    | WBK 67 Halle-Neustadt   | 94,5   |
| 03    | Motor SO Magdeburg      | 92,5   |
| 04    | Motor Leipzig-Lindenau  | 74,0   |
| 05    | Aufbau Börde Magdeburg  | 68,0   |
| 06    | Chemie Lützkendorf II   | 65,0   |
| 07    | Lok Mitte Leipzig II    | 63,0   |
| 08    | Buna Halle-Neustadt III | 57,5   |
| 09    | Motor SO Magdeburg II   | 57,0   |
| 10    | Motor Wernigerode       | 52,5   |

| Platz | Verein                              | Punkte |
| ----- | ----------------------------------- | ------ |
| 01    | Aktivist Schwarze Pumpe Hoyerswerda | 92,5   |
| 02    | Motor Gohlis Nord Leipzig           | 89,5   |
| 03    | Lok / TH Karl-Marx-Stadt II         | 89,5   |
| 04    | Lok Dresden II                      | 70,5   |
| 05    | Einheit Freiberg                    | 70,5   |
| 06    | Aktivist Zentronik Oelsnitz         | 67,5   |
| 07    | Pentacon Dresden                    | 66,0   |
| 08    | Fortschritt Plauen                  | 63,0   |
| 09    | Motor IFA Karl-Marx-Stadt           | 57,5   |
| 10    | Fortschritt Coswig                  | 53,5   |

| Platz | Verein                       | Punkte |
| ----- | ---------------------------- | ------ |
| 01    | Buna Halle-Neustadt II       | 98,5   |
| 02    | Carl Zeiss Jena              | 92,5   |
| 03    | Lok Gera                     | 87,0   |
| 04    | Fortschritt Mühlhausen       | 77,5   |
| 05    | EVB / Funkwerk Erfurt II     | 76,0   |
| 06    | ISG Apolda                   | 68,5   |
| 07    | Einheit Bad Salzungen        | 63,5   |
| 08    | TH Merseburg                 | 63,0   |
| 09    | Motor Steinach               | 59,5   |
| 10    | Fortschritt Gera-Liebschwitz | 34,0   |

## DDR-Mannschaftsmeisterschaft der Frauen 1977

### Oberliga
Die Oberliga spielte zunächst in zwei Staffeln, aus denen dann je zwei Mannschaften in eine der drei Finalgruppen gelangten. Ergebnisse untereinander wurden in die Finalgruppen übernommen.
Vorrunde
| Platz | Verein                         | Punkte |
| ----- | ------------------------------ | ------ |
| 1     | Buna Halle-Neustadt            | 44,5   |
| 2     | Lok / TH Karl-Marx-Stadt       | 34,5   |
| 3     | Motor Weimar                   | 34,0   |
| 4     | Lok Naumburg                   | 28,0   |
| 5     | Post Dresden                   | 21,5   |
| 6     | Einheit / Medizin Sangerhausen | 16,5   |

| Platz | Verein                  | Punkte |
| ----- | ----------------------- | ------ |
| 1     | PH / Empor Potsdam      | 41,0   |
| 2     | Motor Leipzig Lindenau  | 37,5   |
| 3     | TSG Wittenberg          | 34,5   |
| 4     | AdW Berlin              | 26,0   |
| 5     | TH / Motor SO Magdeburg | 25,0   |
| 6     | Buna Halle-Neustadt II  | 16,0   |

Endrunde
AdW Berlin trat zum letzten Spiel der Runde um Platz 5 bis 8 nicht an und wurde daraufhin als Absteiger festgelegt.
| Platz | Verein                   | Punkte |
| ----- | ------------------------ | ------ |
| 1     | Buna Halle-Neustadt      | 23,5   |
| 2     | Motor Leipzig Lindenau   | 21,5   |
| 3     | PH/Empor Potsdam         | 19,0   |
| 4     | Lok / TH Karl-Marx-Stadt | 08,0   |

| Platz | Verein         | Punkte |
| ----- | -------------- | ------ |
| 5     | Lok Naumburg   | 14,0   |
| 6     | TSG Wittenberg | 12,0   |
| 7     | Motor Weimar   | 10,0   |

| Platz | Verein                         | Punkte |
| ----- | ------------------------------ | ------ |
| 09    | TH / Motor SO Magdeburg        | 25,0   |
| 10    | Buna Halle-Neustadt II         | 19,0   |
| 11    | Post Dresden                   | 18,5   |
| 12    | Einheit / Medizin Sangerhausen | 08,5   |

### DDR-Liga
Vorrunde
Beim Endstand der Staffel 2 fehlt das Spiel zwischen Thale und Ströbeck.
| Platz | Verein             | Punkte |
| ----- | ------------------ | ------ |
| 1     | Lok RAW Cottbus    | 35,5   |
| 2     | Post Ludwigslust   | 27,5   |
| 3     | Chemie 70 Rostock  | 22,5   |
| 4     | AdW Berlin II      | 20,0   |
| 5     | Vorwärts Stallberg | 14,5   |

| Platz | Verein                            | Punkte |
| ----- | --------------------------------- | ------ |
| 1     | Lok Halle                         | 41,5   |
| 2     | Empor Barby                       | 36,5   |
| 3     | TSG Wittenberg II                 | 28,5   |
| 4     | Einheit / Medizin Sangerhausen II | 26,0   |
| 5     | Stahl Thale                       | 19,0   |
| 6     | Traktor Ströbeck                  | 16,5   |

| Platz | Verein                    | Punkte |
| ----- | ------------------------- | ------ |
| 1     | Metall Gera               | 26,5   |
| 2     | Motor Weimar II           | 20,5   |
| 3     | Wismut Aue                | 14,0   |
| 4     | Motor Leipzig-Lindenau II | 11,0   |

Aufstiegsspiele zur Oberliga.
Die drei Staffelsieger ermittelten zwei Aufsteiger.
| Platz | Verein          | Punkte |
| ----- | --------------- | ------ |
| 1     | Metall Gera     | 13,5   |
| 2     | Lok RAW Cottbus | 13,0   |
| 3     | Lok Halle       | 09,5   |

## Jugendmeisterschaften
| Altersklasse | männlich        | weiblich    |
| ------------ | --------------- | ----------- |
| Schüler      | ASP Hoyerswerda | Lok Halle   |
| Jugend       | ASP Hoyerswerda | MK Allstedt |